# Arthrotus chinensis
Arthrotus chinensis es un coleóptero de la familia Chrysomelidae. Fue descrita científicamente por primera vez en 1879 por Baly.